# Демченко, Николай Нестерович
Николай Нестерович Демченко (укр. Микола Нестерович Демченко; 9 (21) мая 1896, Лебедин, Лебединская волость, Лебединский уезд, Харьковская губерния, Российская империя — 30 октября 1937, Москва, СССР) — советский украинский партийный и государственный деятель, активный участник коллективизации. Кандидат в члены ЦК КП(б) Украины (май 1924 — декабрь 1925). Член Центральной Контрольной Комиссии КП(б) Украины (декабрь 1925 — ноябрь 1927). Член ЦК КП(б) Украины (ноябрь 1927 — май 1937). Член Оргбюро ЦК КП(б) Украины (ноябрь 1927 — июнь 1928). Кандидат у члени Политбюро ЦК КП(б) Украины (июнь 1928 — март 1931). Член Политбюро ЦК КП(б) Украины (март 1931 — январь 1937). Кандидат в члены ЦК ВКП(б) (февраль 1934 — октябрь 1937).

## Биография
Родился 9 (21) мая 1896 в городе Лебедин Лебединской волости Лебединского уезда Харьковской губернии Российской империи (ныне город в составе Лебединской городской общины Сумской области Украины), в мещанской семье. В 1915 окончил гимназию в Лебедине. Учился на медицинском факультете Харьковского университета, окончил в марте 1917 два курса.
Член РСДРП(б) с 1916.
В апреле-октябре 1917 — председатель Лебединского городского совета Харьковской губернии. В октябре-декабре 1917 — счетовод на сахарном заводе в селе Чупаховцы Харьковской губернии. В январе-апреле 1918 — председатель Лебединского уездного революционного комитета Харьковской губернии.
В мае-июне 1918 — в эвакуации в городах Готня, Таганрог, Ростов-на-Дону, Москва. В июне-декабре 1918 — заместитель заведующего, а в декабре 1918 — сентябре 1919 — заведующий Воронежского губернского земельного отдела. В сентябре-ноябре 1919 — председатель Задонского революционного комитета Воронежской губернии. В декабре 1919—1920 — заведующий Саратовским губернским земельным отделом.
В мае-августе 1921 года Самарским губернским Революционным трибуналом расследовалось дело по обвинению Н. Н. Демченко (в группе А. Т. Рязанов, М. А. Шмаенок) в «преступлениях по должности».
В 1920—1921 гг. — член секретариата, член Бюро, ответственный секретарь Самарского губернского комитета РКП(б).
В 1921 — августе 1923 — начальник управления совхозов Народного комиссариата земледелия Российской СФРР.
В сентябре 1923 — апреле 1925 — ответственный секретарь Волынского губернского комитета КП(б) Украины в городе Житомире.
В апреле 1925 — феврале 1927 — заместитель наркома Рабоче-крестьянской инспекции Украинской ССР.
В феврале 1927 — марте 1928 — заведующий организационно-распределительным отделом ЦК КП(б) Украины.
С марта 1928 по 25 декабря 1929 — ответственный секретарь Киевского окружного комитета КП(б) Украины.
С декабря 1929 по январь 1932 — народный комиссар земледелия Украинской ССР.
С февраля 1932 по июнь 1934 — первый секретарь Киевского обкома КП(б) Украины.
26 января — 10 февраля 1934 года делегат XVII съезда ВКП(б) с решающим голосом от Киевской парторганизации.
С июня 1934 по сентябрь 1936 — первый секретарь Харьковского обкома КП(б) Украины.
С сентября 1936 первый заместитель наркома земледелия СССР. С 11 апреля по 22 июля 1937 — народный комиссар зерновых и животноводческих совхозов СССР.
22.7.1937 арестован. 12.10.1937 выведен из состава кандидатов в члены ЦК ВКП(б). 29.10.1937 приговорён к смертной казни за участие в антисоветском заговорщическом центре. Расстрелян. В 1954 г. реабилитирован.
Адрес в Москве: Дом на набережной, квартира 349.

#### Семья
Сын от первого брака — Николай (г.р.1919). Арестован в 1938 году, осужден на 7 лет лагерей, 5 лет ссылки и 7 лет лишения избирательных прав. Срок отбывал в Унжлаге. Освобожден в 1945 году. Во время жизни в ссылке в Туруханске был дружен с А.С.Эфрон. Его мать, Татьяну Демченко, также арестовали — как ЧСИР, осудили на 5 лет, в 1942 году она умерла в лагере.
Жена — Мария (Мирра) Абрамовна Демченко-Шмаенок (1900—1989). В 1936—1937 гг. — начальник отдела культуры и пропаганды Киевского горкома. Арестована в 1937 году.
Сын  — Феликс (г.р. 1926) после ареста родителей был отправлен в детский дом.